# Nguyễn Mạnh Hiển

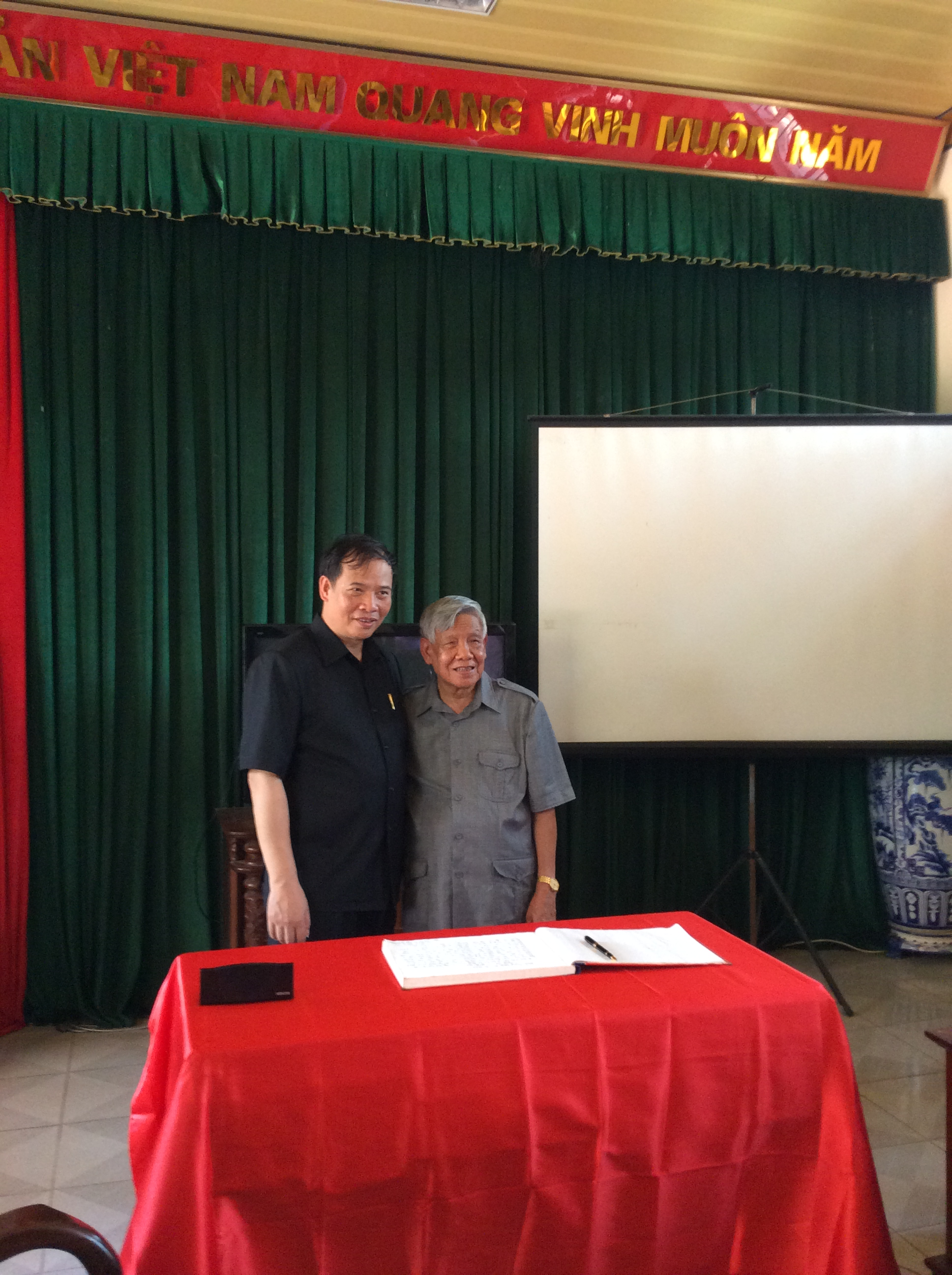
Nguyễn Mạnh Hiển và Lê Khả Phiêu

Nguyễn Mạnh Hiển (sinh ngày 2 tháng 9 năm 1960) là một chính khách Việt Nam. Ông nguyên là Ủy viên Trung ương Đảng, Bí thư Tỉnh ủy, Chủ tịch HĐND tỉnh Hải Dương.

## Xuất thân và giáo dục
Nguyễn Mạnh Hiển tên thật là Nguyễn Văn Hiển sinh ngày 2 tháng 9 năm 1960, quê quán ở làng Kim Húc, xã Hồng Đức, huyện Ninh Giang, tỉnh Hải Dương; trình độ lý luận cử nhân, trình độ chuyên môn thạc sĩ.
Từ năm 1976 đến năm 1979, Nguyễn Mạnh Hiển học Trường cấp 3 Ninh Giang (nay là Trường Trung học phổ thông Ninh Giang), thị trấn Ninh Giang, huyện Ninh Giang, tỉnh Hải Dương (lớp 10G). Ông học cùng trường cùng khóa với Đào Đình Hân, Chánh án Tòa án nhân dân tỉnh Hải Dương.
Theo bà Võ Thị Thu, sinh năm 1962, bạn cùng lớp với Nguyễn Mạnh Hiển, và ông Nguyễn Tiến Dũng, Hiệu trưởng Trường THPT Ninh Giang thì Nguyễn Mạnh Hiển từng học ở trường cấp 3 Ninh Giang, lớp 10G, học hết học kì 1, đang học học kì 2, vào tháng 4 năm 1979 thì Nguyễn Mạnh Hiển lên đường nhập ngũ, không cùng tốt nghiệp với các bạn cùng lớp vào tháng 6 năm 1979, không rõ sau này ông Hiển đã tốt nghiệp cấp 3 vào thời gian nào và ở đâu. Còn theo Nguyễn Mạnh Hiển thì ông tốt nghiệp cấp 3 vào năm 1979.
Trong cuộc chiến tranh biên giới 17/2/1979 học sinh cấp 3 được gọi nhập ngũ.(Đủ 18 tuổi) mà chưa kịp thi tốt nghiệp thì được xét cấp bằng tốt nghiệp đặc cách.

## Sự nghiệp
Trước khi được bầu làm Chủ tịch Hội đồng nhân dân tỉnh, ông từng đảm nhiệm các chức vụ vụ như:
- Bí thư Tỉnh đoàn
- Phó trưởng Ban thường trực Ban Tổ chức tỉnh ủy
- Bí thư Huyện ủy Cẩm Giàng
- Trưởng ban Tuyên giáo
- Trưởng ban Tổ chức Tỉnh ủy
- Phó Bí thư Tỉnh ủy Hải Dương
- Chủ tịch UBND tỉnh